# Lu (Piemont)
Lu ist eine Fraktion der italienischen Gemeinde Lu e Cuccaro Monferrato in der Provinz Alessandria (AL), Region Piemont. 

## Geographie
Der Ort, auch Lu Monferrato genannt, liegt 19 km von der Provinzhauptstadt Alessandria entfernt auf einer Höhe von 307 m s.l.m.

## Geschichte
Die Gemeinde Lu wurde am 1. Februar 2019 mit Cuccaro Monferrato zu neuen Gemeinde Lu e Cuccaro Monferrato zusammengeschlossen. Sie hatte zuletzt 1103 Einwohner (Stand 31. Dezember 2017) auf einer Fläche von 21,74 km². Zur Gemeinde Lu gehörten die Fraktionen Bodelacchi, Borghina, Castagna, Martini und Trisogli.
Die Nachbargemeinden waren Camagna Monferrato, Conzano, Cuccaro Monferrato, Mirabello Monferrato, Occimiano, Quargnento und San Salvatore Monferrato.

## Sehenswürdigkeiten
Die Kirchen Chiesa di San Giacomo, Chiesa di San Nazzaro und Chiesa di Santa Maria Nuova sind sehenswert.

## Trivia
Mit vier anderen Gemeinden gehörte Lu zu den italienischen Gemeinden mit den kürzesten, nur aus zwei Buchstaben bestehenden Namen. Die anderen Gemeinden sind Ne in der Region Ligurien, Re in der Region Piemont, Ro in der Region Emilia-Romagna und Vo in der Region Venetien.

## Kulinarische Spezialitäten
Bei Lu werden Reben der Sorte Barbera für den Barbera d’Asti, einen Rotwein mit DOCG Status, sowie für den Barbera del Monferrato angebaut.

## Persönlichkeiten
- Mario Cagna (1911–1986), Erzbischof und Diplomat des Heiligen Stuhls